# Kempiella
Kempiella és un gènere d'ocells de la família dels petròicids (Petroicidae).

## Taxonomia
Segons la Classificació del Congrés Ornitològic Internacional (versió 2.6, 2010) aquest gènere està format per dues espècies:
- Kempiella flavovirescens - petroica olivàcia.
- Kempiella griseoceps - petroica camagroga.